# Armin Meier
Armin Meier (Reichenbach im Kandertal, 3 november 1969) is een voormalig Zwitsers wielrenner. In 1996 en 1999 werd hij nationaal wegkampioen. Hij maakte deel uit van de tourploeg van Festina, die in 1998 vanwege de Festina-affaire uit de Tour werd gezet.

## Overwinningen
1994
- Stausee Rundfahrt Klingnau

1996
- Giro del Lago Maggiore
- Nationaal wegkampioenschap

1999
- Nationaal wegkampioenschap

## Resultaten in voornaamste wedstrijden
| Jaar | Ronde van Italië | Ronde van Frankrijk | Ronde van Spanje |
| ---- | ---------------- | ------------------- | ---------------- |
| 1997 | opgave           |                     |                  |
| 1998 | 48e              | opgave              |                  |
| 1999 |                  | 31e                 | opgave           |
| 2000 |                  | opgave              | 104e             |
| 2001 |                  |                     |                  |

| Jaar | Milaan-San Remo | Amstel Gold Race | Luik-Bast.‑Luik |  | WK op de weg |
| ---- | --------------- | ---------------- | --------------- |  | ------------ |
| 1997 | 107e            |                  | 106e            |  | 47e          |
| 1998 |                 |                  |                 |  |              |
| 1999 |                 |                  |                 |  |              |
| 2000 |                 |                  | 54e             |  |              |
| 2001 |                 | 28e              |                 |  |              |